# Bioarqueologia

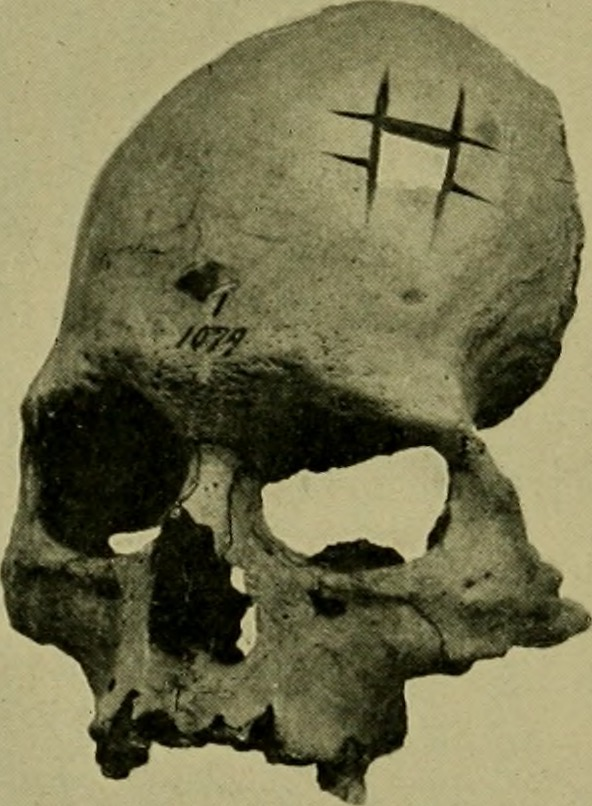
Bioarqueologia estuda o passado através de remanescentes biológicos humanos em contextos arqueológicos

A bioarqueologia é uma disciplina voltada para reconstrução do passado através do estudo de remanescentes biológicos humanos recuperados em contextos arqueológicos. Dentre esses remanescentes, ossos e dentes representam a maior parte dos achados. Ela é uma das áreas interdisciplinares que envolve simultaneamente a necessidade de conhecimentos oriundos da Antropologia Biológica, Arqueologia e Antropologia Social.
O termo bioarqueologia foi cunhado pela primeira vez pelo arqueólogo britânico Grahame Clark em 1972 como uma referência à zooarqueologia, ou o estudo de ossos de animais de sítios arqueológicos. Ela é uma disciplina conhecida em outros países como osteoarqueologia ou paleo-osteologia. Redefinida em 1977 por Jane Buikstra a bioarqueologia nos EUA se refere ao estudo científico de restos humanos de sítios arqueológicos. Na Inglaterra e em outros países europeus, o termo "bioarqueologia" é emprestada para cobrir todos os restos biológicos dos locais.